# Greedy Fly
Greedy Fly è un singolo del gruppo rock britannico Bush, pubblicato nel 1997 ed estratto dall'album Razorblade Suitcase.

## Tracce
- CD 1 (UK)

1. Greedy Fly [Radio Edit] - 3:50
2. Old - 2:51
3. Insect Kin [Live at the London Forum] - 4:57
4. Personal Holloway [Live] - 3:28

CD 2 (UK)
1. Greedy Fly [Video] - 7:09
2. Greedy Fly [LP Version] - 4:27
3. Greedy Fly [Demo] - 4:25

## Video
Il videoclip della canzone è stato diretto da Marcus Nispel.